# 1939 RR
1939 RR är en asteroid i huvudbältet som upptäcktes den 15 september 1939 av okänd astronom i Uccle. Då den tappades bort några dagar efter upptäckten, har den inte tilldelats ett löpnummer.